# Икономическа криза в Куба
Икономическата криза (на испански: Período especial en tiempo de paz) в Куба след 1990 г. е причинена от разпада на СИВ и СССР, които дотогава са оказвали икономическа помощ на страната, и утежнена от ембаргото, наложено от САЩ.
Поради липса на валута в началото на кризата страната успява да си набави само част от необходимия на икономиката нефт. Това довежда до срив на селското стопанство и недостиг на хранителни продукти. За справяне с кризата кубинското правителсто предприема следните стъпки:
1. разрешаване на свободната търговия във валута (щатски долари);
2. преструктуриране на захарното производство към по-печеливши продукти;
3. намиране на други източници на нефт под цената на световните пазари;
4. усвояване на нови източници на валута, като международен туризъм.

Известно подобрение на икономиката има към края на десетилетието, след като през 2000 г. правителството на Уго Чавес започва да доставя нефт на преференциални (т.е. по-ниски от световните) цени.

## Развой на кризата
След 1991 г. са прекратени договорените доставки на нефт на занижени цени от СССР (част от доставките са били препродавани срещу валута). След разпада на СССР руското правителство заявява, че поради кризата в Русия няма намерение да продължи да доставя договорения от СССР нефт на цени под пазарните и че занапред търговията ще се извършва в западна валута. Освен това е спряно изкупуването на кубинска захар на цени, по-високи от световните.
Подобни намерения за спиране на икономическото подпомагане на Куба като част от перестройката в СССР са изказани още по времето на Горбачов. По аналогични причини Фидел Кастро бил отрицателно настроен към перестройката в бившия източен блок и забранил разпространяването в Куба на някои съветски издания, напр. „Московские новости“, „Новое время“ и др.
В телевизионно обръщение към народа кубинският президент Фидел Кастро предупредил за предстоящата криза в енергийните доставки. Недостигът на нефт бързо довел до спад на продуктивността както в селското стопанство, така и в промишлеността. В началото кризата се характеризирала с общ срив в промишлеността, транспорта и селското стопанство. Реалните доходи на кубинците през 1993 г. спаднали на 10% от тези през 1989 г., едва след това започнали леко да растат. През 2011 г. те все още достигали едва 51% от тези през 1989 г. Стигнало се до недстиг на торове и пестициди (зависими от доставките на нефт), както и до липсата на хранителни продукти. В цялата страна били затворени доста промишлени предприятия (най-вече свързаните с производството на стомана и метали), което довело до нарастване на безработицата.
Правителството на Куба се принудило да сключи договори с европейски и южноамерикански фирми (в сферата на туризма и др.), за да набави валута, с която да закупи нефт на световния пазар. Традиционното за Куба производство на захар вече не било толкова изгодно, тъй като отпаднали договорите за износ в СССР (на цени над световните). Затова част от захарните плантации започнали да произвеждат плодове и зеленчуци.
След като Уго Чавес идва на власт във Венецуела, са сключени договори за доставка на нефт на преференциални цени. Около 40% от тях се препродавали на международните пазари срещу валута.
- Камион, преустроен на автобус, Хавана, 2006 г.
- Таксиметров превоз, Варадеро, 1994 г.
- Преустроена „Лада“, Тринидад, 2006 г.